# Ventrala tegmentområdet

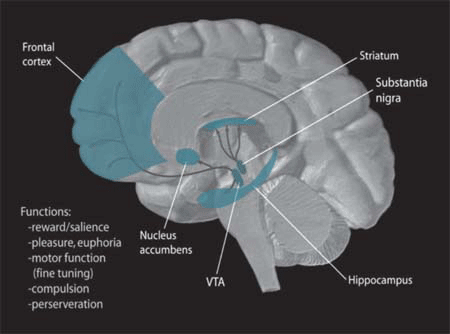
VTA-området med dess projektionsbanor i blått.

Ventrala tegmentområdet, tegmentum mesencephali, eller ventral tegmental area, VTA, är ett område i tegmentum (hjärnstamstaket), precis innanför substantia nigra, och är en del av mitthjärnan. Området är viktigt för det limbiska systemet samt belöningssystemet, och är ett viktigt område vid uppkomsten av beroenden av olika slag eftersom beroendeframkallande droger på ett direkt eller indirekt sätt påverkar VTA-området.
Området är en del av mesolimbiska systemet.  VTA innehåller nervceller som projicerar mot flera olika områden i hjärnan, varav prefrontala hjärnbarken och caudala hjärnstammen är viktiga projektionsområden.